# Visslare (fåglar)
Visslare (Pachycephalidae) är en familj av ordningen tättingar. Arterna förekommer framför allt på och kring Nya Guinea och Australien men också i Asien västerut till Indien och österut till Samoa och Tonga.

## Systematik
På senare tid har DNA-studier förändrat kunskapen om vilka arter som troligen tillhör familjen. Det har lett till stora omflyttningar. Arter som tidigare betraktas som visslare förs nu till andra familjer. Till exempel placeras de tidigare visslarna Aleadryas rufinucha i klockfåglarna, Pachycare flavogriseum i taggnäbbarna samt Rhagologus leucostigma och Falcunculus i de egna familjerna bärätare respektive falknäbbar. Mest överraskande var nog resultaten att Hylocitrea bonensis visade sig vara en nära släkting till sidensvansarna och placeras nu i den egna familjen hylocitreor.
I familjen placeras här 63 arter i tio släkten, de allra flesta i släktet Pachycephala:
- Släktet Pseudorectes – två arter, tidigare Pitohui
- Släktet Colluricincla – elva arter törntrastar
- Släktet Melanorectes – svartvisslare, tidigare i Pitohui
- Släktet Coracornis – två arter
- Släktet Pachycephala – 50-talet arter